# Pornografi i Japan
| Pornografi i Japan |
| --- |
| Tidningshyllor med pornografiska tidskrifter, 2009. - Betydelse – pornografi i Japan - Bakgrund – 794 (shunga) - Exempel – hentai, yaoi, yuri, bukkake, Tentakelerotik och ahegao |

Pornografi i Japan har ett antal unika karaktärsdrag som tydligt skiljer den från pornografi i västvärlden. Utöver pornografiska filmer och tidningar med verkliga skådespelare och modeller finns kategorier för pornografisk manga och anime (på europeiska språk känt som hentai). Dessutom finns pornografiska datorspel (eroge).

## Historia
Pornografins historia i Japan sägs ibland gå tillbaka till år 794 och fenomenet shunga ('källa'). Denna målade konstform presenterade sexuella aktiviteter, vanligen med manliga eller kvinnliga par.
Influerat av Japans syn på sexualitet och kultur, ägnar sig japansk pornografi åt ett vitt spektrum av heterosexuella, homosexuella (se yaoi och yuri) och tvekönade (se futanari) sexuella praktiker, utöver både vanliga och mer ovanliga fetischer och parafilier. Redan på 1800-talet var erotiska berättelser och träsnitt vanliga medier för pornografisk innehåll, och Hokusai ägnade sig åt genren genom sitt engagemang inom den erotiska shunga-konsten.
Den japanska pornografin förgrenade sig tidigt i olika underkategorier, delvis som ett försök att kringgå landets censurlagstiftning. Detta ledde också till att man utvecklade genrer som utnyttjade i andra länder ovanliga fetischer och kinks, med exempel som bukkake (ejakulation i grupp), gokkun (sväljande av sperma; jämför snowballing), omorashi (jämför urolagni), ahegao och tentakelerotik. Barnpornografiskt material i tecknad form (som lolikon och shotakon) tolereras ofta i praktiken, även om inom och utom (se det svenska "mangamålet") Japan blivit föremål för omfattande kontroverser runt yttrandefrihet, moral och skydd åt barn. Egentlig barnpornografi har varit tillåten att inneha i Japan framtill år 2014 då det förbjöds, framställning och försäljning förbjöds i samma land redan år 1999 (hentai och övrig manga av nämnda kontroversiella genrer undantogs förbjudet och är alltså fortfarande lagligt i Japan).

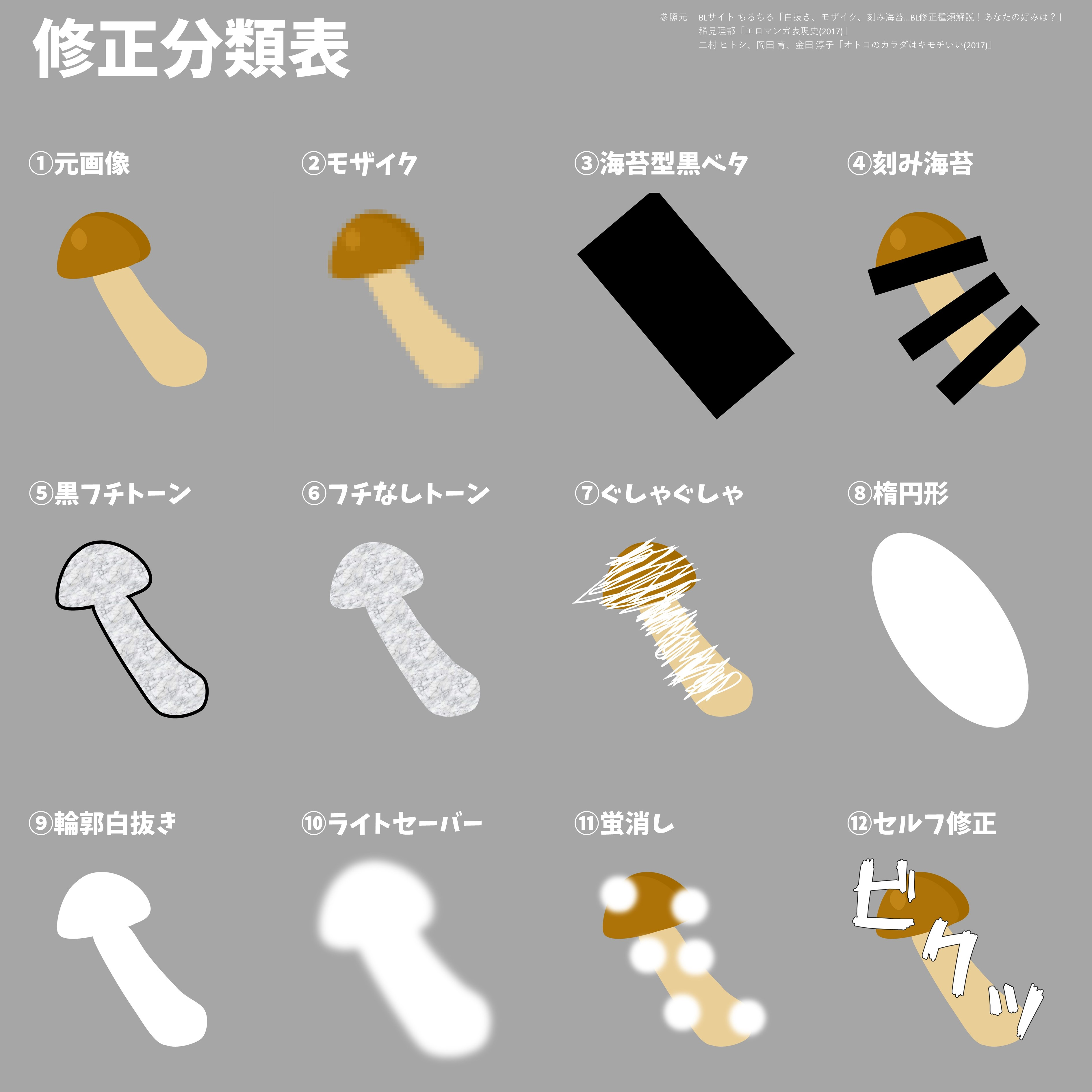
Klassificeringsmodell för könsorgan i pornografisk manga.

Den japanska lagen från tidigt 1900-talet har regelverk som förbjuder "osedlig material", vilket förbjuder spridning av bilder på könsorgan; dessa måste därför döljas eller göras otydliga via pixelisering. Denna censur drabbar även pornografi i tecknad eller datorproducerad form. Fram till 1992 var även bilder på könshår förbjudna att spridas.

## Olika ord
Pornografisk film omnämns i Japan oftast som "vuxenvideo" (AV, efter engelskans adult video), så den japanska pornografiska filmproduktionen benämns ofta via engelska förkortningen JAV ( Japanese Adult Video). Tecknad japansk pornografi (som animation eller tecknad serie) är i västvärlden känd som hentai, men i Japan omskrivs den animerade filmen oftare som adult anime eller erotic animation (ero anime).